# Yeni Malatyaspor
El Yeni Malatyaspor es un club turco fundado en 1986 en Malatya. El presidente del club es Mehmet Emin Katipoğlu'dur. Los colores son amarillo y negro, está activo en la rama de muchos deportes y su sección de fútbol juega actualmente en la TFF Segunda División.

## Palmarés

### Profesional
- TFF Segunda División: 1

2014–15

## Participación en competiciones de la UEFA
| Temporada | Torneo             | Ronda              | Club               | Casa | Visita | Global |
| --------- | ------------------ | ------------------ | ------------------ | ---- | ------ | ------ |
| 2019–20   | UEFA Europa League | 2.ª Clasificatoria | Olimpija Ljubljana | 2–2  | 1–0    | 3–2    |
| 2019–20   | UEFA Europa League | 3.ª Clasificatoria | Partizan           | 1–0  | 1–3    | 2–3    |